# Gare centrale d'Orcha
La gare d'Orcha (en biélorusse : Орша-Цэнтральная) est la gare ferroviaire d'Orcha.

## Situation ferroviaire

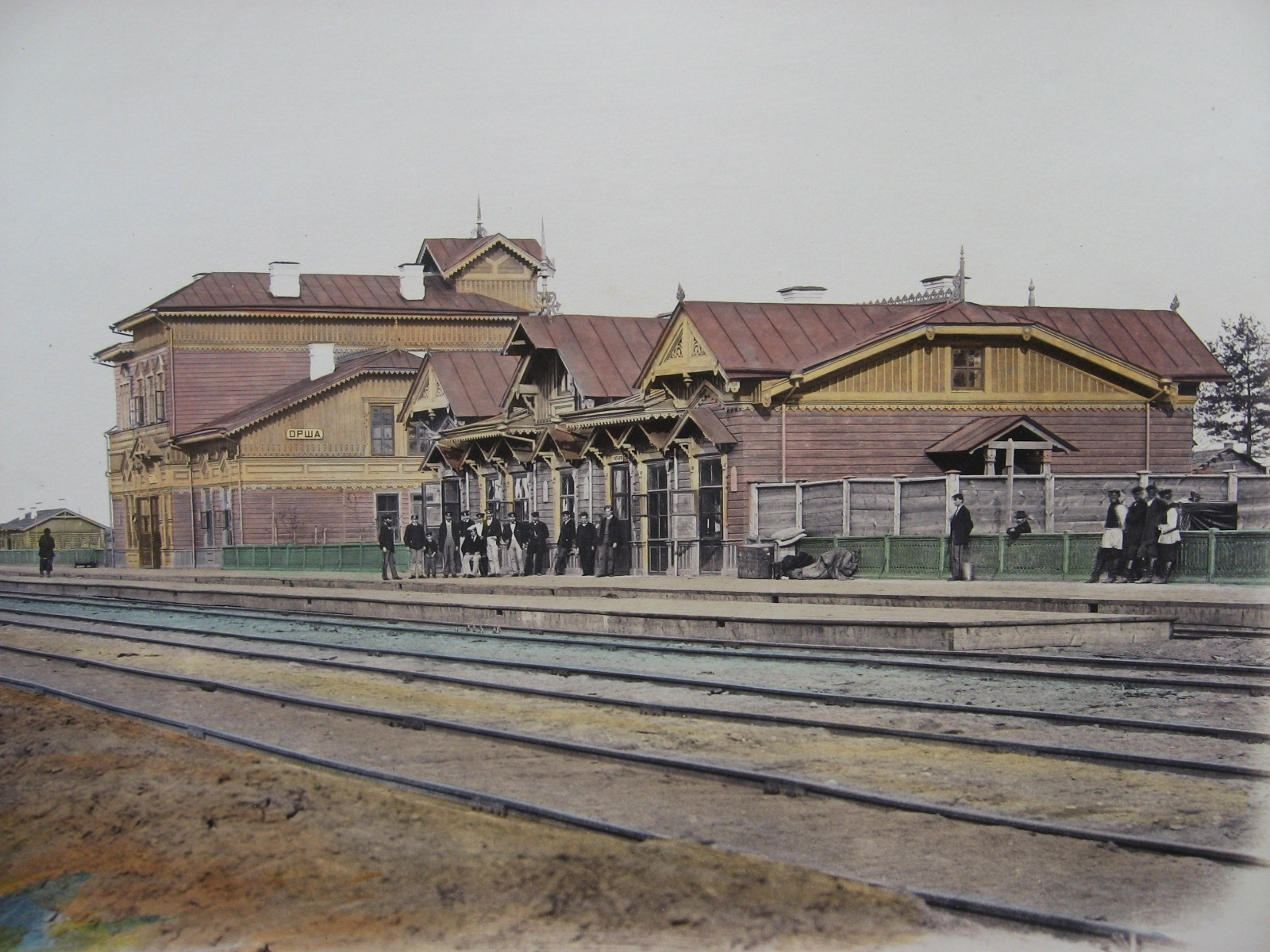
Années 1880.
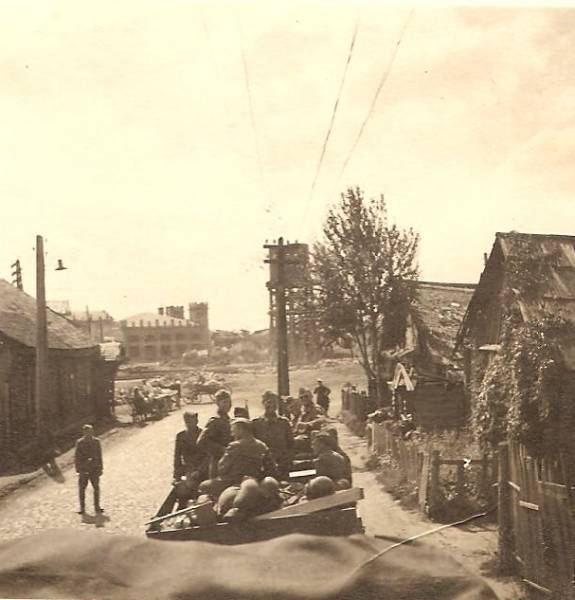
En 1943 sous occupation allemande.
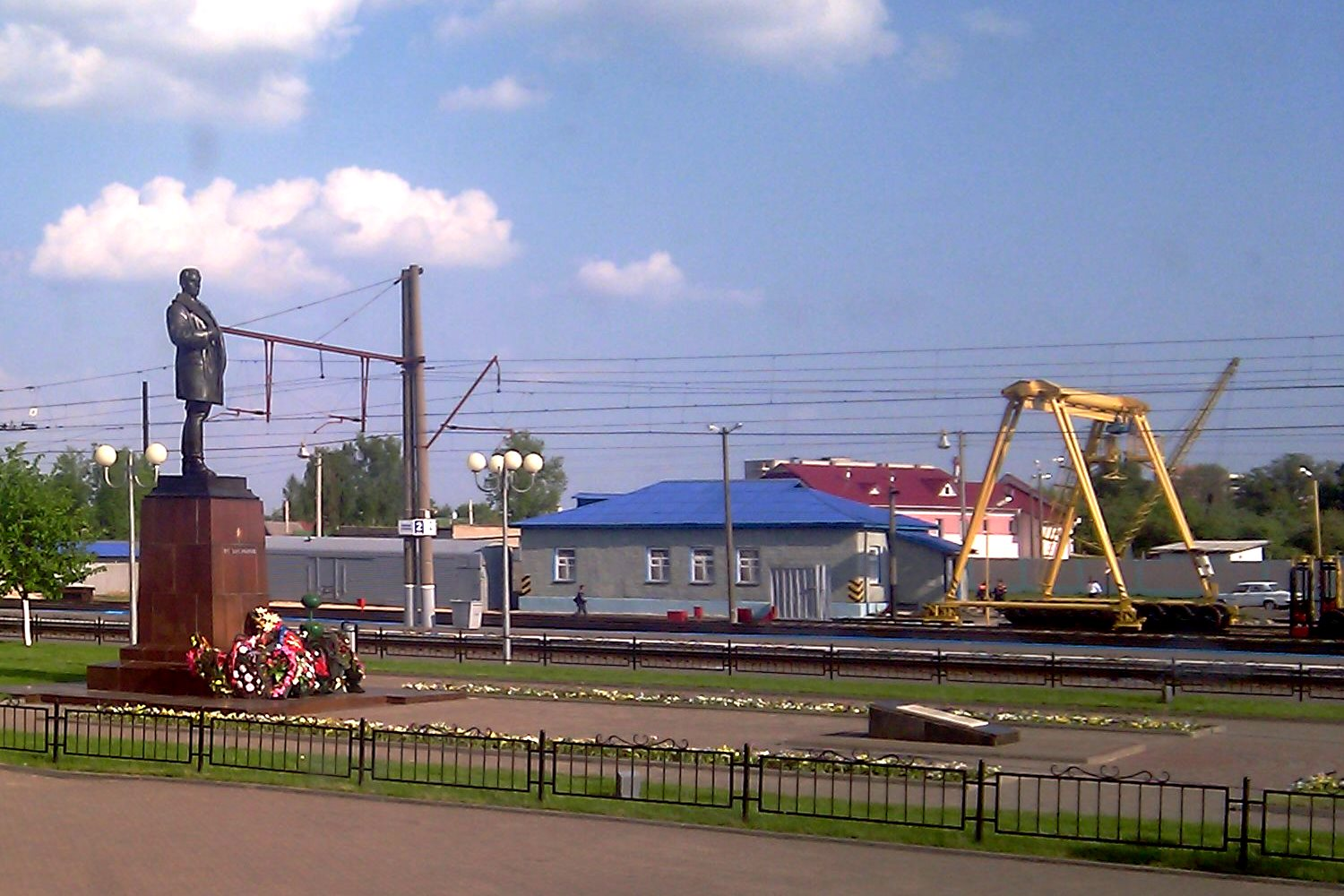
Son monument à Konstantin Zaslonov, classé N° 213Г000107.

## Histoire
La gare a été ouverte en 1871 pour le chemin de fer Moscou - Berestei. En 1902, la ligne Vitebsk — Orcha — Moguilev — Jlobyn fut ouverte au trafic ferroviaire, elle a été ensuite englobée par le chemin de fer Riga - Orlov

## Service des voyageurs
La gare a été détruite lors de la Seconde Guerre mondiale, reconstruite en 1953, son bâtiment principal est classé sous le numéro 213Г000106. LA gare est électrifié en 1979.

### Desserte

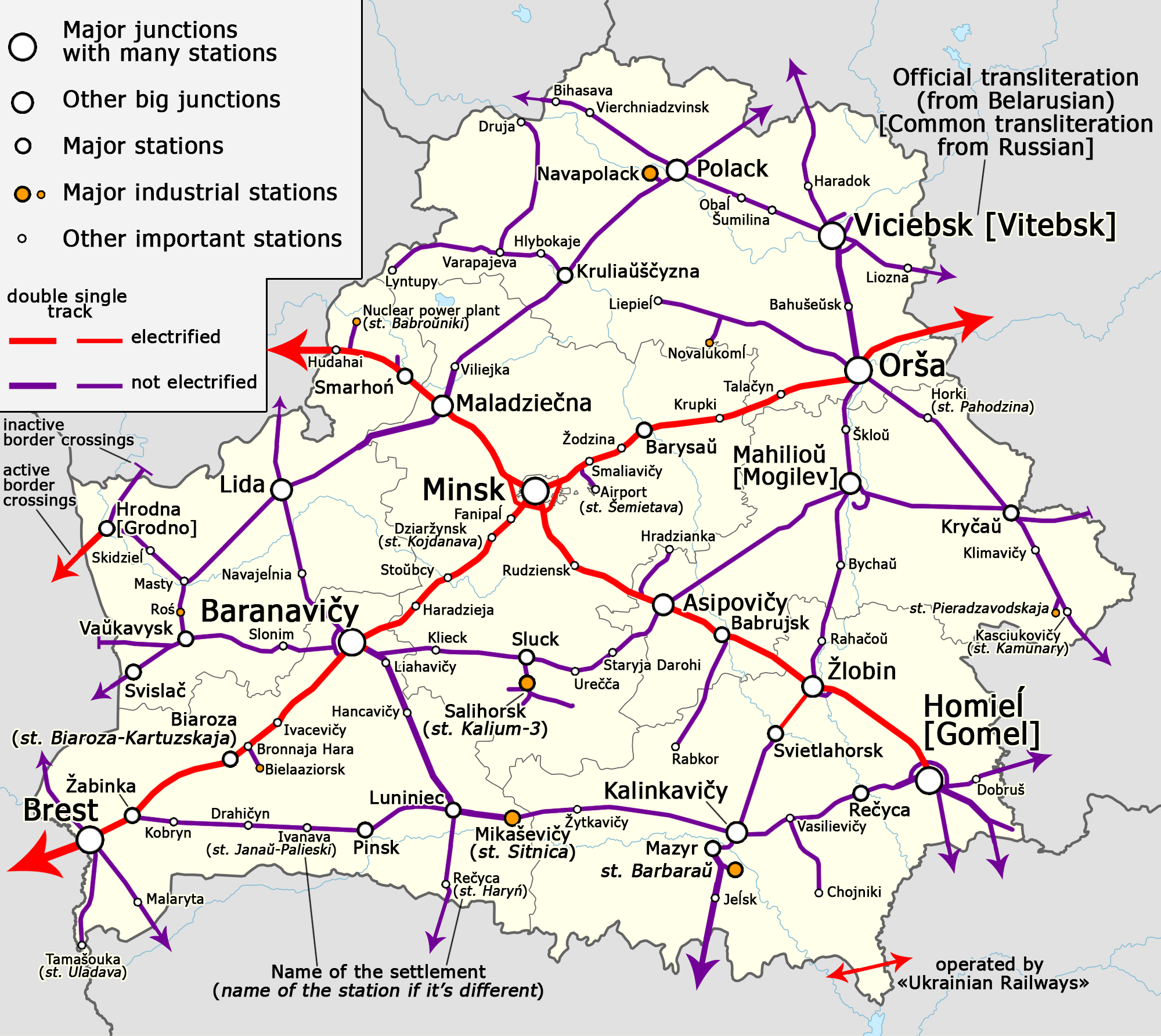
Le réseau ferroviaire.